# RUSSIAN ROULETTE (호테이 토모야스의 노래)
〈RUSSIAN ROULETTE〉(러시안 룰렛, 일본어: ロシアン ルーレット)은 일본의 록 가수 호테이 토모야스의 23번째 싱글이다. 2002년 2월 6일에 도시바 EMI(이후 EMI 뮤직 재팬)에서 발매되었다. 표제곡 〈RUSSIAN ROULETTE〉은 비디오 게임 〈귀무자 2〉의 주제곡으로 사용되었다.

## 수록곡
- 전체 작곡·편곡: 호테이 토모야스

| #            | 제목                 | 작사            | 재생 시간 |
| ------------ | -------------------- | --------------- | --------- |
| 1.           | 〈RUSSIAN ROULETTE〉 | 호테이 토모야스 | 3:59      |
| 2.           | 〈SHOCK TREATMENT〉  | 호테이 토모야스 | 3:27      |
| 3.           | 〈FROZEN MEMORIES〉  |                 | 4:00      |
| 4.           | 〈DOUBLE TROUBLE〉   | 모리 유키노조   | 4:32      |
| 총 재생 시간 | 총 재생 시간         | 총 재생 시간    | 15:58     |